# فاریا (لبنان)
فارایا یک منطقهٔ مسکونی در لبنان است که در شهرستان کسروان واقع شده‌است.

## خصوصیات
فارایا ۱٬۹۰۰ نفر جمعیت دارد و ۱٬۳۵۰ متر بالاتر از سطح دریا واقع شده‌است.